# Hemileius indentatus
Hemileius indentatus är en kvalsterart som först beskrevs av Hammer 1973.  Hemileius indentatus ingår i släktet Hemileius och familjen Hemileiidae. Inga underarter finns listade i Catalogue of Life.